# Moçambique nos Jogos Olímpicos de Verão de 2000
Moçambique participou dos Jogos Olímpicos de Verão de 2000 em Sydney, Austrália.